# Some Girls
Some Girls er et album fra The Rolling Stones, der blev udgivet i 1978. Albummet blev betragtet som et af de bedste siden Exile On Main St. i 1972. The Stones viste med dette at de igen var rock ’n’ roll band, men også turde eksperimentere med andre genrer som punk og disco. Dette blev bandets bedst sælgende album i USA, med mere end 6 millioner til dags dato . 

## Historie
Some Girls blev inspireret af den tids musikalske strømninger, og er blandt The Rolling Stones bedste rent musikalsk. Her finder man elementer fra disco på sangen "Miss You", punk på "Shattered" så vel som country i "Far Away Eyes" blandet med bandets traditionelle blues rock.
Sammenarbejdet mellem Ron Wood og Keith Richards er specielt imponerende på dette album. De havde udviklet et unikt sammenspil mellem rytme- og lead guitarene. Dette kom først og fremmest til syne på balladen "Beast of Burden". Mick Jagger havde også lært at beherske guitaren i 1970erne, noget som gav nogle af numrene en særlig dimension, når alle tre spillede på guitar. 
For første gang siden Beggars Banquet, i 1968, var det hovedsageligt kun bandet, Mick Jagger, Keith Richards, Charlie Watts, Bill Wyman og Ron Wood, der spillede på albummet, med nogle få undtagelser. Ian McLagan, tidligere The Faces, spillede keyboard, Sugar Blue spillede mundharmonika på flere sange samt saxofonnisten Mel Collins og Simon Kirke på percussion. Ian Stewart følte at klaveret ville være overflødigt på mange af indspilninger, hvilket resulteret i at dette er et af de eneste The Rolling Stones albums han ikke medvirker ret meget på. 
En af de største bekymringer var Keith Richards, og hans meget omtalte anholdelse i Toronto i 1977 pga. besiddelse af heroin. Mens han besluttede sig for at blive helt stoffri den sommer, da han forstod alvoren af den situation han var i, indså han at han ville tilbage til musikken. Men der var stadig en stod mulighed for at han ville komme i fængsel i årvis. Imidlertid i oktober 1978 modtog han en meget mild straf: han skulle give et show til fordel for velgørenhed. Dermed var hans livslange afhængighed af stoffer, også historie. 
Indspilningerne til 'Some Girls begyndte i oktober 1977 med en pause ved julen og begyndelse efter nytåret. 
Deres nye kontrakt med EMI gav dem muligheden for at indspillede på EMIs studie: Pathé Marconi Studios i Paris, en ting som de ville bruge flittig gennem i næste år. The Rolling Stones endte med at indspille omkring 50 sange, hvor mange af dem ville komme i fornyede former på andre albums som Emotional Rescue og Tattoo You.
En anden ting var at albummet blev kritiseret for at være kvinde fjendtligt og racistisk. I titelsangen "Some Girls", som handler om kvinder af forskellige nationaliteter, synger Jagger blandt andet: ”Black girls just wanna get fucked all night” .
Dette fik kritikerne op at stå inklusiv Jesse Jacksons organisation PUSH. Det var her Jagger berømt svarede: ”Jeg har altid sagt at du ikke kunne tage en joke. Det er virkeligt slemt. ”
Privat forsonede han sig dog med Jackson. Han hævdede desuden at sangen kun var en parodi på de racistiske attituder. 
I maj 1978 blev den første single fra albummet udgivet, Miss You. Den blev nummer et i USA, og nummer tre i England
Some Girls kom i juni og blev budt velkomme af publikummet. Den fik en første plads i USA, hvor den solgte seks gange platin, og en anden plads i England, hvor den blev et af de bedst sælgende studie albums.

## Spor
- Alle sangene er skrevet af Mick Jagger and Keith Richards udtaget hvor andet er påført.

1. "Miss You" – 4:48
2. "When the Whip Comes Down" – 4:20
3. "Just My Imagination (Running Away with Me)" (Norman Whitfield, Barrett Strong) – 4:38
4. "Some Girls" – 4:37
5. "Lies" – 3:12
6. "Far Away Eyes" – 4:24
7. "Respectable" – 3:07
8. "Before They Make Me Run" – 3:25
9. "Beast of Burden" – 4:25
10. "Shattered" – 3:47

## Musikere
- Mick Jagger – Sang, Kor, Elektrisk Guitar, Klaver
- Keith Richards – Elektrisk Guitar, Kor, Akustisk Guitar, Bass, Sang, Klaver
- Charlie Watts – Trommer
- Ron Wood – Elektrisk Guitar, Kor, Pedal Steel Guitar, Akustisk Guitar, Slide Guitar, Bass, Stortromme
- Bill Wyman – Bass, Synthesizer

### Andre
- Mel Collins – Saxofon
- Ian McLagan – Orgel, Elektrisk Piano
- Simon Kirke – Congas
- Sugar Blue – Mundharmonika
- Ian Stewart – Klaver

### Fodnote
1. ↑  Everything is turning to gold
2. ↑  Some Girls